# Национално знаме на Южна Корея
Националното знаме на Южна Корея, наричано още „Таегуки“, представлява бял флаг с червено-синя емблема Ин-ян в центъра му с четири от триграмите Багуа около нея. Белият цвят е националният цвят на Корея, символизиращ мир и чистота, а червеното и синьото са цветовете съответно на добрите и злите сили.
Централната емблема изобразява Вселената като единно цяло. В тази фигура са изобразени противоположните енергии „ин“ и „ян“, които се обединяват и взаимодействат. Перпендикулярно на линиите, съединяващи двата противоположни ъгъла на флага и отдалечени от централната емблема, са разположени триграми:
|   | Природа | Сезони | Посока | Добродетел    | Семейство | Елемент | Значение      |
| - | ------- | ------ | ------ | ------------- | --------- | ------- | ------------- |
| ☰ | небе    | пролет | изток  | човечност     | баща      | въздух  | справедливост |
| ☵ | луна    | зима   | север  | разум         | син       | вода    | мъдрост       |
| ☷ | земя    | лято   | запад  | възпитание    | майка     | земя    | живина        |
| ☲ | слънце  | есен   | юг     | справедливост | дъщеря    | огън    | плодовитост   |

Черният им цвят символизила бдителност, справедливост и целомъдрие. Заедно, четирите символа, допълват значението на централната емблема.